# Đoàn Thanh niên Hitler

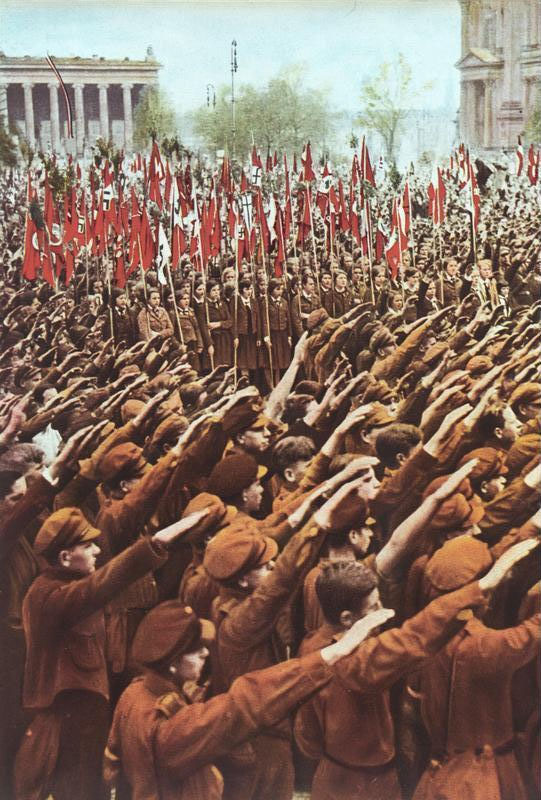
Đoàn Thanh niên Hitler tại Berlin đang chào kiểu Quốc xã trong một đại hội năm 1933

Đoàn Thanh niên Hitler (tiếng Đức: Hitlerjugendⓘ, viết tắt HJ) là một tổ chức bán quân sự của Đảng Quốc xã, tồn tại từ 1922 đến 1945. HJ là nhóm bán quân sự lâu đời thứ hai của Đảng Quốc xã, được thành lập sau "người anh em" Sturmabteilung (SA) một năm. Đoàn Thanh niên này được cấu thành từ: Hitlerjugend nòng cốt, cho các thanh niên nam tuổi từ 14-18; Đoàn Thanh niên Đức (Deutsches Jungvolk) dành cho các thiếu niên nam tuổi từ 10-14; và Bund Deutscher Mädel (Liên đoàn Nữ Thanh niên Đức) dành cho nữ.

## Cấp bậc và đồng phục

Đề can của Hitlerjugend được sử dụng trên các loại mũ.

Reichsjugendführer (Lãnh đạo Thanh niên Đế chế) là cấp bậc cao nhất của Đoàn thanh niên Hitler và được nắm giữ bởi quan chức Đảng Quốc xã để chỉ huy toàn bộ tổ chức. Cấp bậc của Reichsjugendführer chỉ được nắm giữ bởi hai người trong suốt thời gian tồn tại của nó, đầu tiên là Baldur von Schirach và sau đó là Artur Axmann.
Đồng phục mùa hè của các thành viên bao gồm quần đùi đen và áo sơ mi màu nâu có túi, được mặc với một chiếc khăn quàng cổ màu đen cuộn lại được cố định bằng một chiếc lắc tay, thường được giấu dưới cổ áo. Mũ đội đầu ban đầu bao gồm một chiếc mũ nồi, nhưng nó đã bị HJ loại bỏ vào năm 1934. Một lá cờ/biểu tượng được HJ sử dụng giống với DJ, một chữ rune Sowilo màu trắng trên nền đen, tượng trưng cho " chiến thắng".Một lá cờ khác được sử dụng là cờ sọc đỏ-trắng-đỏ với chữ thập ngoặc màu đen ở giữa, bên trong có hình thoi màu trắng. Các thành viên chính thức cũng sẽ nhận được một con dao khi đăng ký, với phương châm "Blut und Ehre" (Máu và Danh dự) được khắc trên đó.
| Cấp bậc Đoàn Thanh niên Hitler   | Phù hiệu Đoàn Thanh niên Hitler | Dịch                             | Tương đương trong Lục quân | Tương đương trong Quân đội Anh |
| Lãnh đạo thanh niên Đế chế       | Lãnh đạo thanh niên Đế chế      | Lãnh đạo thanh niên Đế chế       | Lãnh đạo thanh niên Đế chế | Lãnh đạo thanh niên Đế chế     |
| -------------------------------- | ------------------------------- | -------------------------------- | -------------------------- | ------------------------------ |
| Reichsjugendführer               |                                 | Lãnh đạo Thanh niên Đế chế       | Thống chế                  | Thống chế                      |
| Lãnh đạo quân đoàn cao cấp       |                                 |                                  |                            |                                |
| Stabsführer                      |                                 | Lãnh đạo tham mưu                | Đại tướng                  | Đại tướng                      |
| Obergebietsführer                |                                 | Lãnh đạo khu vực cấp cao         | Thượng tướng Binh chủng    | Trung tướng                    |
| Gebietsführer                    |                                 | Lãnh đạo khu vực                 | Trung tướng                | Thiếu tướng                    |
| Hauptbannführer                  |                                 | Head Banner Leader               | Thiếu tướng                | Chuẩn tướng                    |
| Lãnh đạo quân đoàn               |                                 |                                  |                            |                                |
| Oberbannführer                   |                                 | Senior Banner Leader             | Không có tương đương       | Không có tương đương           |
| Bannführer                       |                                 | Banner Leader                    | Đại tá                     | Đại tá                         |
| Oberstammführer                  |                                 | Lãnh đạo đơn vị cao cấp          | Trung tá                   | Trung tá                       |
| Stammführer                      |                                 | Lãnh đạo đơn vị                  | Thiếu tá                   | Thiếu tá                       |
| Lãnh đạo đội cao cấp             |                                 |                                  |                            |                                |
| Hauptgefolgschaftsführer         |                                 | Head Cadre Unit Leader           | Đại úy / Đại úy Kỵ binh    | Đại úy                         |
| Obergefolgschaftsführer          |                                 | Cán bộ lãnh đạo đơn vị cao cấp   | Thượng úy                  | Trung úy                       |
| Gefolgschaftsführer              |                                 | Cán bộ lãnh đạo đơn vị           | Trung úy                   | Thiếu úy                       |
| Lãnh đạo đội                     |                                 |                                  |                            |                                |
| Oberscharführer                  |                                 | Tiểu đội trưởng cao cấp          | Thượng sĩ                  | Thượng sĩ Cố vấn               |
| Scharführer                      |                                 | Tiểu đội trưởng                  | Trung sĩ                   | Thượng sĩ tham mưu             |
| Oberkameradschaftsführer         |                                 | Đồng chí Lãnh đạo đơn vị cao cấp | Hạ sĩ                      | Trung sĩ                       |
| Kameradschaftsführer             |                                 | Đồng chí Lãnh đạo đơn vị         | Sĩ quan cấp dưới           | Hạ sĩ                          |
| Oberrottenführer                 |                                 | Nhóm trưởng cao cấp              | Thượng "Miễn"              | Chuẩn sĩ                       |
| Rottenführer                     |                                 | Nhóm trưởng                      | "Miễn"                     | Không có tương đương           |
| Đoàn viên Đoàn Thanh niên Hitler |                                 |                                  |                            |                                |
| Hitlerjunge                      |                                 | Đoàn viên Đoàn Thanh niên Hitler | Binh                       | Binh                           |
| Nguồn:                           |                                 |                                  |                            |                                |

Màu quân:
- Carmine (karmesinrot): Lãnh đạo khu vực Reichsjugendführer tham mưu
- Đỏ tươi (hochrot): Tướng HJ
- Xanh dương sáng (hellblau): Phi công HJ (Flieger-HJ)
- Hồng (rosa): HJ Cơ giới (Motor-HJ)
- Vàng (gelb): Thông tin liên lạc HJ (Nachrichten-HJ)
- Xanh lá (grün): HJ Nông nghiệp (HJ-Landdienst)
- Trắng (weiß):
  - Tổ chức giáo dục của Đảng Quốc xã
  - HJ Lực lượng tuần tra (1943): (Hj-Streifendienst)
- Hải quân HJ (Marine-HJ)
- Kỵ binh HJ: (Reiter-HJ)
- HJ Tuần tra núi (HJ-Bergfahrtengruppen)
- Đơn vị cứu hỏa HJ: (HJ-Ferwehrscharen)
- HJ bác sĩ phẫu thuật chiến trường: (HJ-Feldschere)
- BDM-health service girl: (BDM-Gesundheitsdienstmädel)
- Sơn cước HJ: (Gebirgsjäger-HJ)